# Rudolf Styskalik
Rudolf Styskalik (18 maggio 1929 – 26 agosto 2005) è stato un pallanuotista austriaco.
È stato un membro dell'Austria, che ha disputato il torneo di pallanuoto ai Giochi di Helsinki 1952.